# Sipacapa
Sipacapa est une ville du Guatemala dans le département de San Marcos.
La mine de Marlin, une mine à ciel ouvert d'or et d'argent, se trouve en partie sur le territoire de la commune.